# Raiya
Raiya (arabisch ريّا; geb. im 9. Jahrhundert, gest. im 9. oder 10. Jahrhundert) war eine Sängersklavin, Dichterin und mutmaßliche Konkubine des zehnten Abbasiden-Kalifen al-Mutawakkil (847–861) und des Musikers Ishaq al-Mausili (767/772–850).

## Leben
Raiya war eine muwallada – von gemischter ethnischer Herkunft – aus der Region al-Yamama im heutigen Saudi-Arabien, wo sie aufgezogen wurde und bereits als Sängersklavin ausgebildet wurde. Der berühmte Musiker und Sängersklavinnen-Ausbilder Ishaq al-Mausili kaufte sie, als er auf Pilgerreise nach Mekka war, zudem begehrte er sie sexuell. In Bagdad bildete al-Mausili Raiya weiter aus und führte sie schließlich mit einer weiteren Sklavin namens Zamya dem Kalifen al-Mutawakkil vor. Der Erzählung nach entschied sich al-Mutawakkil erst nur für Raiya, später auch für Zamya.

## Rezeption
In der klassisch-arabischen Literatur wird Raiya unter anderem in Ibn Fadlallah al-Umaris (1301–1349) Hauptwerk, dem Lexikon Masālik al-abṣār fī mamālik al-amṣār in seinem Kapitel über bekannte Sängersklavinnen aufgeführt.

### Arabische Primärquellen
- Ibn Fadlallah al-Umari (1301–1349): Masālik al-abṣār fī mamālik al-amṣār. Ins Deutsche übersetzt von Yasemin Gökpinar: Der ṭarab der Sängersklavinnen: Masālik al-abṣār fī mamālik al-amṣār von Ibn Faḍlallāh al-ʿUmarī (gest. 749/1349): Textkritische Edition des 10. Kapitels Ahl ʿilm al-mūsīqī mit kommentierter Übersetzung, Ergon Verlag, Baden-Baden 2021.

### Sekundärliteratur
- Fuad Matthew Caswell: The Slave Girls of Baghdad. I.B. Tauris, London 2011.
- Yasemin Gökpinar: Der ṭarab der Sängersklavinnen: Masālik al-abṣār fī mamālik al-amṣār von Ibn Faḍlallāh al-ʿUmarī (gest. 749/1349): Textkritische Edition des 10. Kapitels Ahl ʿilm al-mūsīqī mit kommentierter Übersetzung, Ergon Verlag, Baden-Baden 2021.